# Coryphantha delicata
Coryphantha delicata, conocido comúnmente como biznaga partida de Jaumave, es una especie de planta suculenta perteneciente al género Coryphantha, dentro de la familia Cactaceae. Es endémica del noreste de México (concretamente en los estados mexicanos de Tamaulipas, San Luis Potosí, Nuevo León, Coahuila, Durango y Zacatecas).

## Descripción
Coryphantha delicata es una especie de cactus pequeño que aunque puede crecer de forma solitaria, normalmente aparece en grupos compuestos por cientos de plantas. Los tallos van de hemisféricos a esféricos, alcanzando alturas de 4 a 5 cm y diámetros de 5 a 6 cm. Tienen la epidermis de color verde oscura y con el tiempo pueden alargarse y amacollarse. El ápice es aplanado y está cubierto de lana blanca.

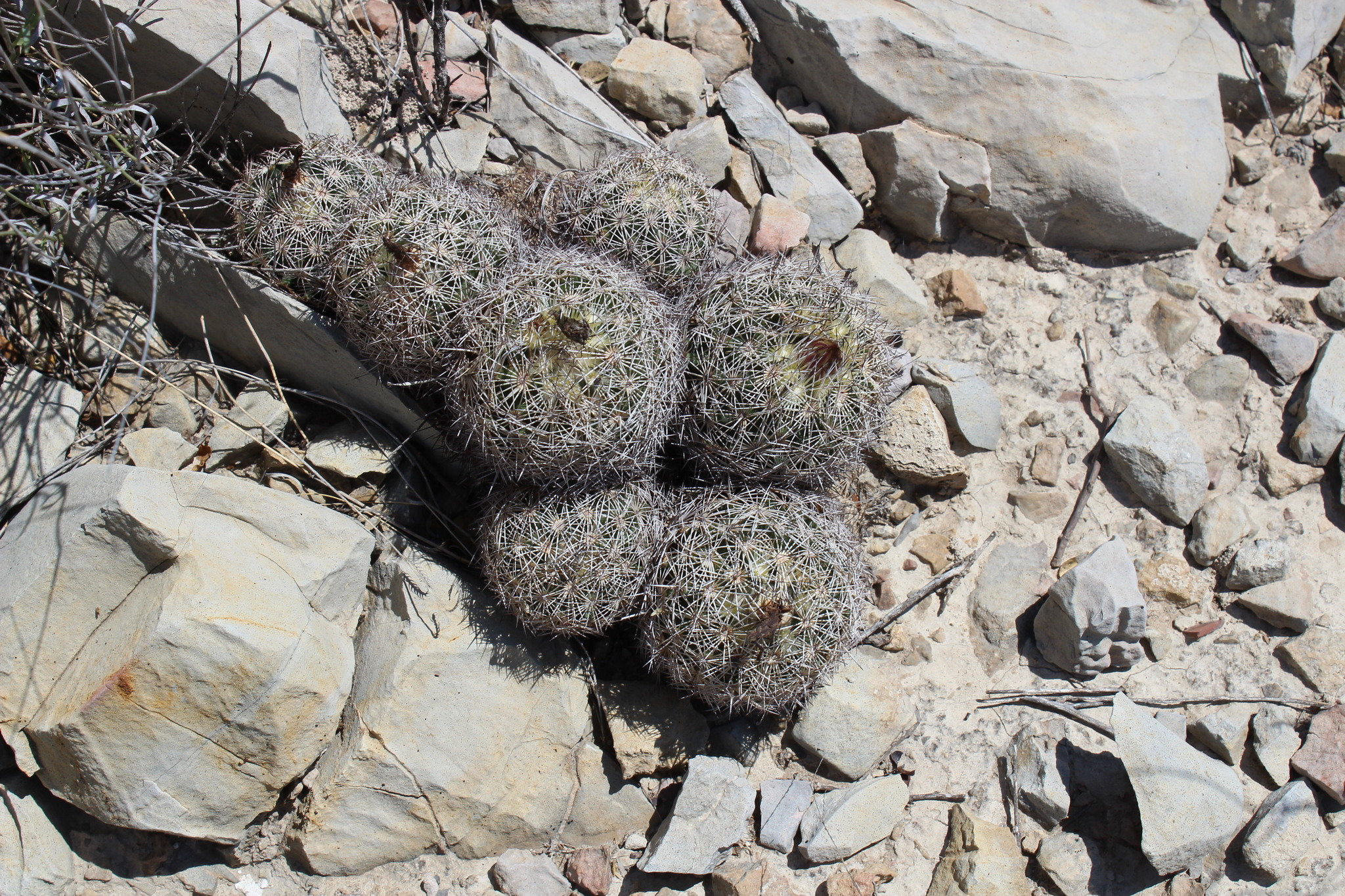
Planta creciendo en grupo

Los tallos están cubiertos de tubérculos cónicos y redondos, dispuestos en filas de 8 a 13. Miden de 0,6 a 0,9 cm de largo, tienen una base ovalada y presentan un surco que se extiende casi hasta la base de los mismos. Las axilas tienen algo de lana cuando la planta esta en crecimiento, pero después se quedan desnudas.
En la punta de los tubérculos se asientan las areolas, las cuales son muy lanosas en estado juvenil, pero se vuelven casi desnudas con el tiempo. Entre las espinas se distingue una única espina central cónica gruesa que puede faltar. Es de color marrón casi negro inicialmente, aunque con el tiempo se vuelve gris. Está curvada en forma de gancho y mide de 0,6 a 1,2 cm de largo. También tienen de 17 a 22 espinas radiales de color blanco a amarillento con la punta más oscura. Miden de 0,9 a 1,5 cm de largo y entre ellas, las 6 u 8 espinas radiales superiores están algo agrupadas.

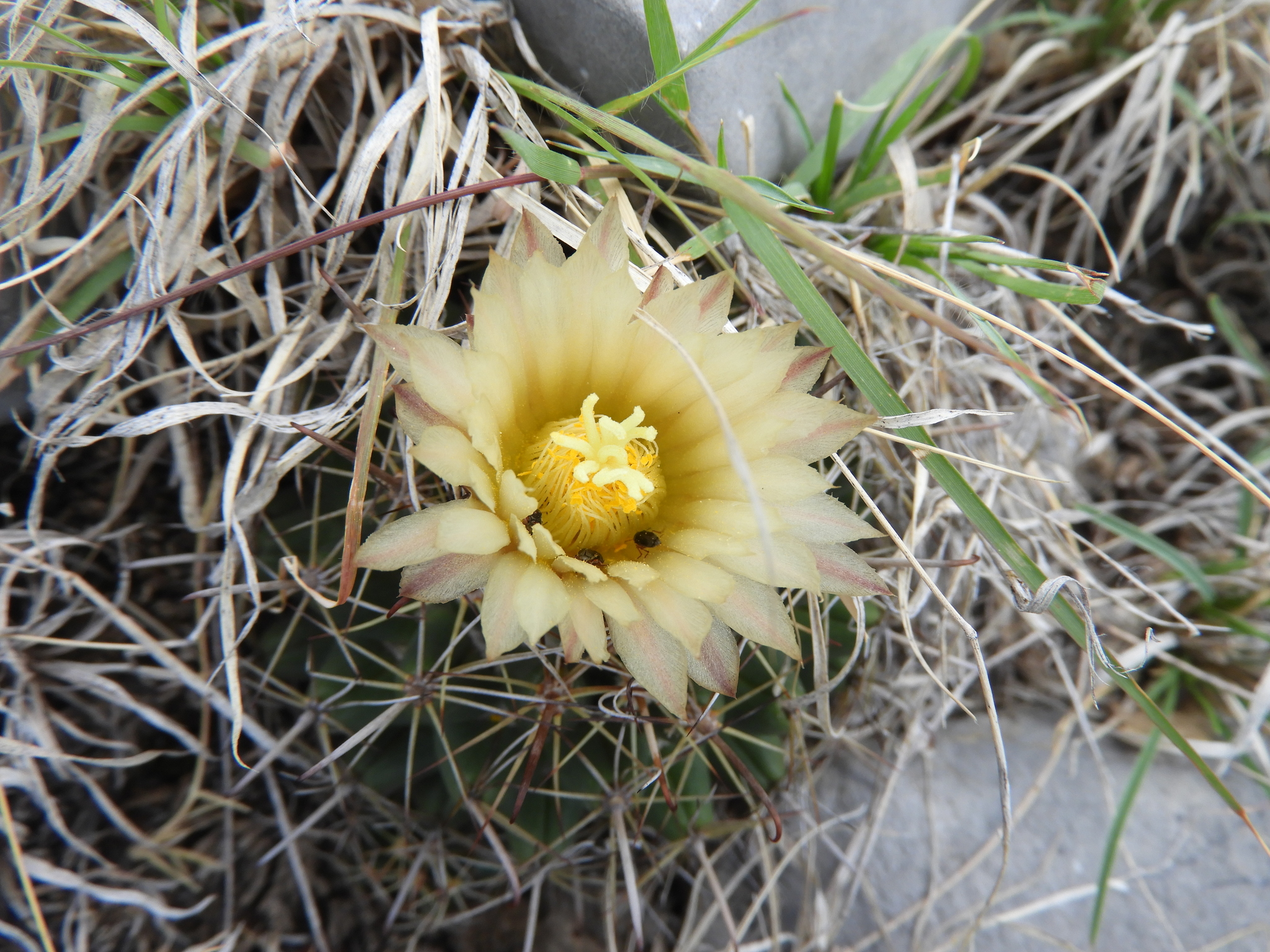
Detalle de la flor

Las flores son amarillas, miden hasta 4 cm de largo y alcanzan un diámetro de 6 cm. Los frutos son verdes, miden de 2,5 a 3 cm de largo y 1,2 cm de diámetro. Son jugosos y tienen restos florales.

## Distribución y hábitat

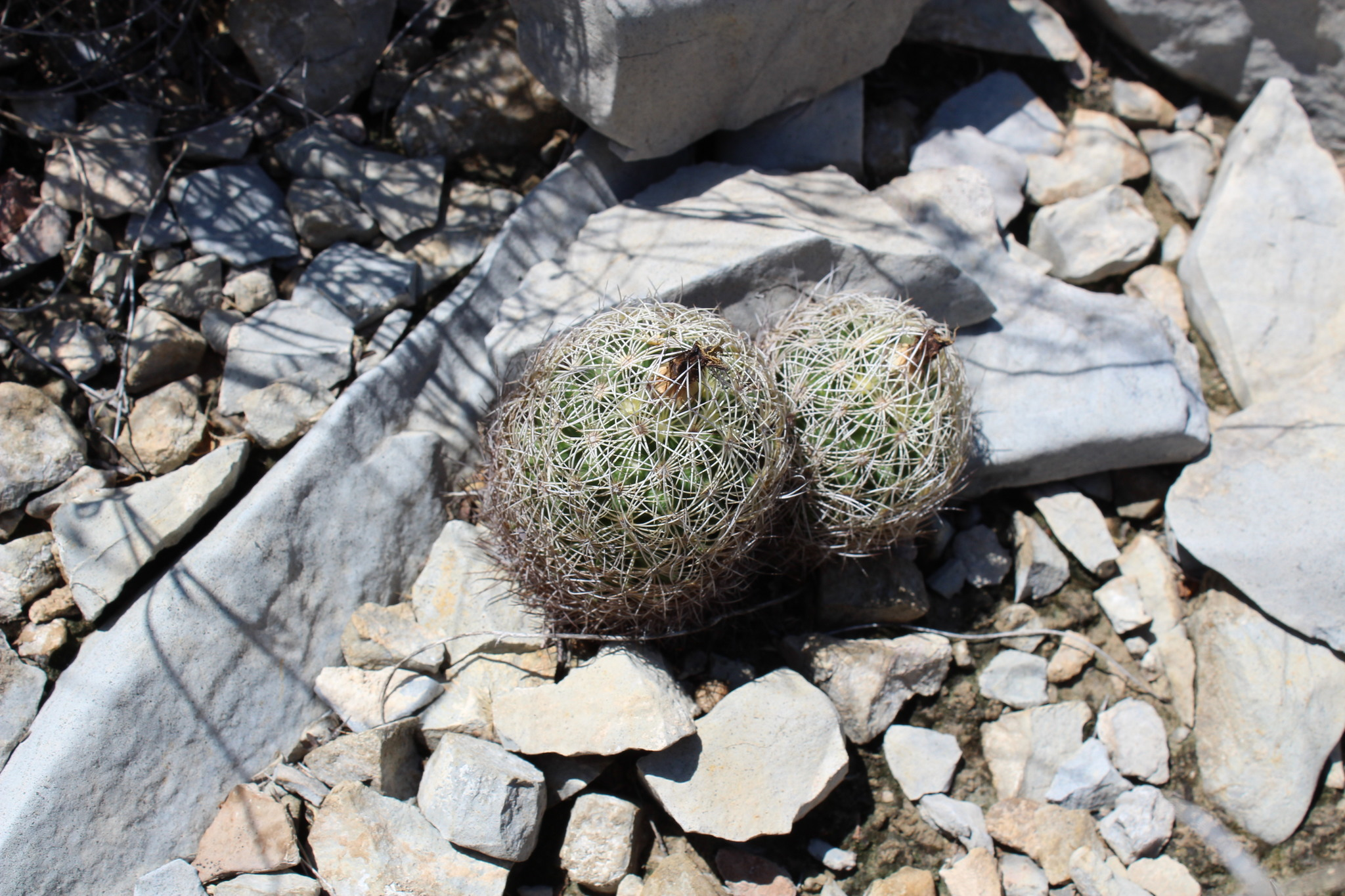
Plantas en su hábitat

El área de distribución nativa de esta especie es el noreste de México (concretamente en los estados mexicanos de Tamaulipas, San Luis Potosí, Nuevo León, Coahuila, Durango y Zacatecas) y crece principalmente en biomas desérticos o de matorral seco, sobre grava caliza en llanuras, laderas y cimas de colinas.

## Taxonomía
Coryphantha delicata fue descrita por el botánico americano Lewis Bremer y publicada por primera vez en la revista científica Cactus and Succulent Journal 51: 79, en 1979.
Etimología
- Coryphantha: nombre genérico que deriva del griego coryphe (que significa 'cima' o 'cabeza'), y anthos (que significa 'flor'), haciendo referencia a que las flores aparecen en el ápice de los tallos.
- delicata: epíteto específico latino que significa 'delicado' o 'suave', haciendo referencia al aspecto de los tallos de la especie.[5]

## Estado de conservación
En la Lista Roja de Especies Amenazadas de la UICN, la especie está clasificada como de “Preocupación Menor (LC)”.
Es una especie bastante extendida y muy común, sin amenazas importantes, que a menudo forma grupos de cientos de plantas.

## Usos
Se cultiva principalmente como planta ornamental y su propagación se realiza a través de semillas o a través de vástagos si se dispone de ejemplares viejos amacollados. El sustrato debe ser muy arenoso y pedregoso, y la temperatura media mínima debe de ser de 12 °C. Debe proporcionarse poco riego y necesita de Sol moderado en verano para florecer.